# Sherlock Holmes a New York
Sherlock Holmes a New York (Sherlock Holmes in New York) è un film per la televisione del 1976 diretto da Boris Sagal e interpretato da Roger Moore e Patrick Macnee.

## Trama
Sherlock Holmes ed il Dottor Watson si recano a New York per indagare su una recente minaccia del professor Moriarty.
Durante le loro indagini, Holmes e Watson incontrano una loro vecchia conoscenza, Irene Adler, ora cantante di music-hall, la quale rivela ai due che Moriarty ha rapito suo figlio. Holmes nel frattempo viene contattato dalla polizia per collaborare ad un caso di rapina; ma l'investigatore rifiuta l'incarico, decidendo di dedicarsi al rapimento del figlio della Adler, che riescono a rintracciare e liberare, scongiurando la minaccia di Moriarty. Holmes riesce quindi a far luce sull'indagine della rapina, nella quale è coinvolto Moriarty, che viene affrontato da Holmes nella metropolitana di New York ma riesce a fuggire.

## Produzione
- Il film venne girato completamente in West Los Angeles, Southern California, negli studi 20th Century Fox, con alcune scene al Mayfair Music Hall in Santa Monica.
- Il ruolo di Moriarty venne offerto originariamente a Oliver Reed, che però rifiutò (pare a causa di alcune critiche di Moore sulle capacità recitative di Reed); la parte passò quindi a John Huston.
- Gig Young entrò nel cast per la parte dell'ispettore Lafferty, ruolo che venne poi affidato a David Huddleston; Young interpretò così il banchiere Mortimer McGrew.

## Distribuzione
Il film venne trasmesso per la prima volta dalla NBC TV il 18 ottobre 1976. In Italia venne trasmesso per la prima volta sulla Rai il 26 gennaio 1983.